# Ourouër
Ourouër foi uma comuna francesa na região administrativa de Borgonha-Franco-Condado, no departamento Nièvre. Estendia-se por uma área de 21,6 km². Em 2010 a comuna tinha 550 habitantes (densidade: 25,5 hab./km²).
Em 1 de janeiro de 2017, passou a formar parte da nova comuna de Vaux d'Amognes.